# ジェイソン・ミラー
ジェイソン・"メイヘム"・ミラー（Jason "Mayhem" Miller 、1980年12月24日 - ）は、アメリカ合衆国ノースカロライナ州ファイエットビル出身の男性総合格闘家。

## 来歴
2003年2月23日、Extreme Challenge 50でのミドル級トーナメント1回戦で、デニス・カーンにチョークスリーパーで一本勝ち。準決勝ではティム・ケネディに判定負け。
2003年12月5日、SuperBrawl 32でイーゲン井上と対戦し、タオル投入によるTKO勝ち。
2004年10月16日、SuperBrawlウェルター級王座決定戦でロナルド・ジューンと対戦し、肩固めで一本勝ちを収め王座獲得に成功した。
2005年4月16日、UFC初参戦となったUFC 52でジョルジュ・サンピエールと対戦し、0-3の判定負け。
2005年12月、元恋人の女性宅に押し入り第1級強盗及び第3級暴行の罪で逮捕された。
2006年9月2日、Icon Sportミドル級タイトルマッチでロビー・ローラーと対戦し、肩固めで一本勝ちを収め王座獲得に成功した。
2006年12月1日、Icon Sportミドル級王座防衛戦でフランク・トリッグと対戦し、サッカーボールキックでTKO負けを喫し王座陥落した。
2007年5月12日、WEC初参戦となったWEC 27で三浦広光と対戦し、判定勝ち。
2007年12月15日、HDNet Fightsでティム・ケネディと再戦し、判定勝ちでリベンジ成功。
2008年5月11日、DREAM初参戦となったDREAM.3のDREAMミドル級グランプリ1回戦で柴田勝頼と対戦し、試合開始早々から柴田を圧倒し、マウントポジションを奪ってからはテレビカメラに向かってカメラ目線の笑顔でピースサインをしたり、プロレス技のモンゴリアンチョップを放つなどして、最後はマウントパンチでKO勝ち。6月15日、DREAM.4のミドル級グランプリ2回戦でホナウド・ジャカレイと対戦し、マウントポジションを奪われてもスイープして切り返したり、ヒールホールドを極められても笑顔で親指を立てるサムズアップポーズをしたものの、判定負け。
2009年4月18日、Kingdom MMAでカラ・"コロヘ"・ホースと対戦し、チョークスリーパーで一本勝ち。初代ミドル級王座を獲得した。
2009年5月26日、DREAM.9で行われたDREAMミドル級王座決定戦でホナウド・ジャカレイと再戦。グラウンド状態でキックを放ち、ジャカレイの頭部から出血し、試合はノーコンテストとなった。
2009年11月7日、Strikeforce: Fedor vs. RogersのStrikeforce世界ミドル級王座決定戦でジェイク・シールズと対戦し、判定負けを喫し王座獲得に失敗した。
2010年4月17日、Strikeforce: Nashvilleでティム・スタウトに1RでTKO勝ちを収め、メインイベント終了後に王座防衛に成功したジェイク・シールズに対してミドル級王座を賭けた再戦を要求。この際にシールズのセコンド陣と乱闘騒ぎを起こした。
2010年9月25日、DREAM.16で憧れの選手であった桜庭和志と対戦し、肩固めで一本勝ち。桜庭はキャリア初のタップアウト負けとなった。

### UFC復帰
2011年、リアリティ番組「The Ultimate Fighter」のシーズン14に参加。チーム・ミラーでコーチを務めた。
2011年12月3日、6年5ヶ月ぶりのUFC参戦となったThe Ultimate Fighter 14 Finaleでマイケル・ビスピンとコーチ対決を行い、ボディへの膝蹴りとパウンドでTKO負けを喫した。
2012年5月26日、UFC 146でCB・ダラウェイと対戦し、0-3の判定負け。戦前にダラウェイに負けたら引退すると公言していたため試合後に引退を表明した。
2016年5月21日のVenator FC 3で復帰予定だったが、カリフォルニア州のタトゥースタジオに落書きをした容疑で逮捕された。
2016年5月21日、4年ぶりの復帰戦となったVenator FC 3でマティア・シャヴォリンと対戦し、リアネイキドチョークで一本負け。当初はルーク・バーナットとミドル級で対戦予定だったが、前日計量で24ポンド(約11Kg)の体重超過をしたためシャヴォリンとのライトヘビー級戦に変更された。
2017年2月1日、ガールフレンドに暴行を加えたとされる事件で無罪を勝ち取る。
2023年8月30日、ウェスト・ハリウッドのサンセット・マーキスでファンの首を絞めた疑いで逮捕された。

## 人物・エピソード
- インタビュー等ではしばしば冗談か本気かよくわからないような不可思議な珍回答を連発し、インタビュアーを笑わせたり、困惑させたりするクレイジーなキャラである。
- 長南亮とは親交が深い。長南は、日本でのメイヘムの試合のセコンドに就くためだけに2日間だけ日本に帰ってきて、試合後すぐにアメリカへ戻って練習という強行日程を組んだこともあった。
- ファンを楽しませることを信条としており、試合内容だけでなく入場パフォーマンスにも強いこだわりを持っている。
- シリウス衛星ラジオで「Mayhem Mondays」という番組の共同ホストを務めている[7]。また、MTVで「Bully Beatdown」という、いじめっ子をプロ格闘家と戦わせて懲らしめるリアリティ・ショーでホストを務めた[8]。

## 戦績
| 総合格闘技 戦績 | 総合格闘技 戦績 | 総合格闘技 戦績 | 総合格闘技 戦績 | 総合格闘技 戦績 | 総合格闘技 戦績 | 総合格闘技 戦績 |
| --------------- | --------------- | --------------- | --------------- | --------------- | --------------- | --------------- |
| 34 試合         | (T)KO           | 一本            | 判定            | その他          | 引き分け        | 無効試合        |
| 23 勝           | 5               | 14              | 4               | 1               | 0               | 1               |
| 10 敗           | 2               | 2               | 6               | 0               | 0               | 1               |

| 勝敗 | 対戦相手                 | 試合結果                            | 大会名                                                                 | 開催年月日     |
| ×    | マティア・シャヴォリン   | 2R 3:10 リアネイキドチョーク        | Venator FC 3: Palhares vs. Meek                                        | 2016年5月21日  |
| ×    | CB・ダラウェイ           | 5分3R終了 判定0-3                   | UFC 146: dos Santos vs. Mir                                            | 2012年5月26日  |
| ×    | マイケル・ビスピン       | 3R 3:34 TKO（パウンド）             | The Ultimate Fighter 14 Finale                                         | 2011年12月3日  |
| ○    | 桜庭和志                 | 1R 2:09 肩固め                      | DREAM.16                                                               | 2010年9月25日  |
| ○    | ティム・スタウト         | 1R 3:09 TKO（パウンド）             | Strikeforce: Nashville                                                 | 2010年4月17日  |
| ×    | ジェイク・シールズ       | 5分5R終了 判定0-3                   | Strikeforce: Fedor vs. Rogers 【Strikeforce世界ミドル級王座決定戦】    | 2009年11月7日  |
| －   | ホナウド・ジャカレイ     | 1R 2:33 ノーコンテスト（反則）      | DREAM.9 フェザー級グランプリ2009 2nd ROUND 【DREAMミドル級王座決定戦】 | 2009年5月26日  |
| ○    | カラ・"コロヘ"・ホース   | 1R 2:27チョークスリーパー           | Kingdom MMA: Miller vs. Hose 【Kingdom MMAミドル級王座決定戦】         | 2009年4月18日  |
| ×    | ホナウド・ジャカレイ     | 2R（10分/5分）終了 判定0-3          | DREAM.4 ミドル級グランプリ2008 2nd ROUND 【ミドル級グランプリ 2回戦】  | 2008年6月15日  |
| ○    | 柴田勝頼                 | 1R 6:57 TKO（マウントパンチ）       | DREAM.3 ライト級グランプリ2008 2nd ROUND 【ミドル級グランプリ 1回戦】  | 2008年5月11日  |
| ○    | ティム・ケネディ         | 5分3R終了 判定3-0                   | HDNet Fights: Reckless Abandon                                         | 2007年12月15日 |
| ○    | 三浦広光                 | 5分3R終了 判定3-0                   | WEC 27: Marshall vs. McElfrish                                         | 2007年5月12日  |
| ○    | ヘクター・ウルビナ       | 1R 1:11 TKO（パウンド）             | Icon Sport: Epic                                                       | 2007年3月31日  |
| ×    | フランク・トリッグ       | 1R 2:53 TKO（サッカーボールキック） | Icon Sport: Mayhem vs. Trigg 【Icon Sportミドル級タイトルマッチ】      | 2006年12月1日  |
| ○    | ロビー・ローラー         | 3R 2:50 肩固め                      | Icon Sport: Mayhem vs. Lawler 【Icon Sportミドル級タイトルマッチ】     | 2006年9月2日   |
| ○    | ロデューン・シンケイド   | 1R 4:29 チョークスリーパー          | WFA 4: King of the Streets                                             | 2006年7月22日  |
| ○    | ステファン・ガムリン     | 1R 0:46 肩固め                      | Icon Sport: Mayhem vs. Giant                                           | 2006年5月26日  |
| ○    | ファラニコ・ヴァイタレ   | 2R 2:41 チョークスリーパー          | Icon Sport: Opposites Attract                                          | 2005年10月28日 |
| ○    | マーク・モレノ           | 1R 4:54 腕ひしぎ十字固め            | SuperBrawl: Icon 【SuperBrawlウェルター級タイトルマッチ】              | 2005年7月23日  |
| ×    | ジョルジュ・サンピエール | 5分3R終了 判定0-3                   | UFC 52: Couture vs. Liddell 2                                          | 2005年4月16日  |
| ○    | ロナルド・ジューン       | 2R 肩固め                           | SuperBrawl 37 【SuperBrawlウェルター級王座決定戦】                     | 2004年10月16日 |
| ○    | イーゲン井上             | 2R終了時 TKO（タオル投入）          | SuperBrawl 32                                                          | 2003年12月5日  |
| ○    | ショーン・テイラー       | 2R 3:32 三角絞め                    | SuperBrawl 31                                                          | 2003年9月20日  |
| ○    | マーク・ロングワース     | 2R フロントチョーク                 | Pit Fighting Championship: Put Up or Shut Up                           | 2003年8月23日  |
| ○    | ジェイ・バック           | 3分3R終了 判定2-1                   | SuperBrawl 30: Collision Course 【ミドル級トーナメント 1回戦】         | 2003年6月13日  |
| ×    | ティム・ケネディ         | 5分3R終了 判定0-3                   | Extreme Challenge 50 【ミドル級トーナメント 準決勝】                   | 2003年2月23日  |
| ○    | デニス・カーン           | 2R 1:41 チョークスリーパー          | Extreme Challenge 50 【ミドル級トーナメント 1回戦】                    | 2003年2月23日  |
| ○    | トッド・カーニー         | 1R 2:31 TKO（タオル投入）           | February Fight Party 【ISCF東海岸ミドル級タイトルマッチ】              | 2003年2月1日   |
| ×    | トッド・カーニー         | 1R 1:32 フロントチョーク            | ISCF: Atlanta                                                          | 2002年8月16日  |
| ○    | フィル・エンスミンガー   | 1R 3:23 三角絞め                    | RFC 1: The Beginning                                                   | 2002年7月13日  |
| ○    | トビー・イマダ           | 5分2R終了 判定                      | Xtreme Pankration 2                                                    | 2002年4月12日  |
| ×    | チェール・ソネン         | 5分2R終了 判定0-3                   | Hitman Fighting Productions 1: Rumble on the Reservation               | 2002年3月30日  |
| ○    | トッド・カーニー         | 2R 2:53 ギブアップ                  | ISCF: Battle at the Brewery 2001 【ISCF東海岸ミドル級王座決定戦】      | 2001年12月8日  |
| ○    | ブライアン・ウォーレン   | 1R 3:15 チョークスリーパー          | Ultimate Pankration 1                                                  | 2001年11月11日 |

## 獲得タイトル
- 初代ISCF東海岸ミドル級王座（2001年）
- 初代SuperBrawlウェルター級王座（2004年）
- 第2代Icon Sportミドル級王座（2006年）
- 初代Kingdom MMAミドル級王座（2009年）

## 出演

### 映画
- 闘魂先生 Mr.ネバーギブアップ（2012年）